# Volker Mai
Volker Mai (* Volker Mai na stránkách Světové atletiky (anglicky)
Své největší úspěchy zaznamenal na halovém mistrovství Evropy coby reprezentant NDR. Na HME v Pireu 1985 získal bronz a o čtyři roky později na HME v nizozemském Haagu stříbro. V roce 1985 se stal v Chotěbuzi juniorským mistrem Evropy. 